# Dekanat miejski 1
Dekanat miejski 1 (niem. Stadtdekanat 1) – rzymskokatolicki dekanat wikariatu Wien Stadt archidiecezji wiedeńskiej w Austrii. W jej skład wchodzi 6 parafii. Wszystkie one mieszczą się w Wiedniu.

## Parafie i świątynie dekanatu
- parafia archikatedralna św. Szczepana
  - katedra św. Szczepana
  - kościół św. Elżbiety z Turyngii (krzyżacy)
  - kościół św. Hieronima (franciszkanie)
  - kościół św. Ruprechta
  - kaplica św. Andrzeja w Pałacu Arcybiskupim
  - kaplica Wniebowzięcia Najświętszej Maryi Panny w Domherrenhof
  - kaplica w Curhaus
  - kaplica w Dyrekcji Papieskich Dzieł Misyjnych
- parafia św. Barbary (centralna parafia greckokatolicka)
  - kościół św. Barbary (obrządek bizantyjsko-ukraiński)
  - rektorat Kościoła Rumuńskiego Zjednoczonego z Rzymem
- parafia Marii Rotundy (dominikanie)
  - bazylika Marii Rotundy
  - kościół śś. Ignacego Loyoli i Franciszka Ksawerego (jezuici)
  - kaplica św. Bernarda w Heiligenkreuzerhof
- parafia św. Augustyna w Wiedniu (augustianie)
  - kościół św. Augustyna
  - kościół św. Anny (oblaci św. Franciszka Salezego)
  - kościół św. Jana Chrzciciela (Zakon Maltański)
  - kościół Najświętszej Marii Panny Anielskiej (kapucyni)
  - kościół św. Urszuli
  - kaplica dworska w Hofburgu
  - kaplica w Centrum św. Elżbiety
  - kaplica w Wspólnocie Loretto
  - krypta - Pomnik Bohaterów Austriackich
- parafia św. Michała Archanioła (salwatorianie)
  - kościół św. Michała Archanioła
  - kościół św. Piotra (Opus Dei)
  - kaplica Dziewięciu Chórów Anielskich (misja chorwacka)
  - kaplica w dawnej celi św. Stanisława Kostki
  - kaplica Świętego Krzyża i bł. Jakuba Kerna w gmachu Ministerstwa Spraw Wewnętrznych
- parafia Najświętszej Marii Panny od Szkotów (benedyktyni)
  - bazylika Najświętszej Marii Panny od Szkotów
  - kościół Matki Bożej na Brzegu (redemptoryści)
  - kościół Minorytów (Bractwo Kapłańskie Świętego Piusa X, misja włoska)[a]
  - kaplica św. Jana Nepomucena w Kancelarii Federalnej[b]
  - kaplica Ofiarowania Najświętszej Maryi Panny w Pałacu Dolnej Austrii
  - kaplica Międzynarodowej Akademii Ewangelizacji

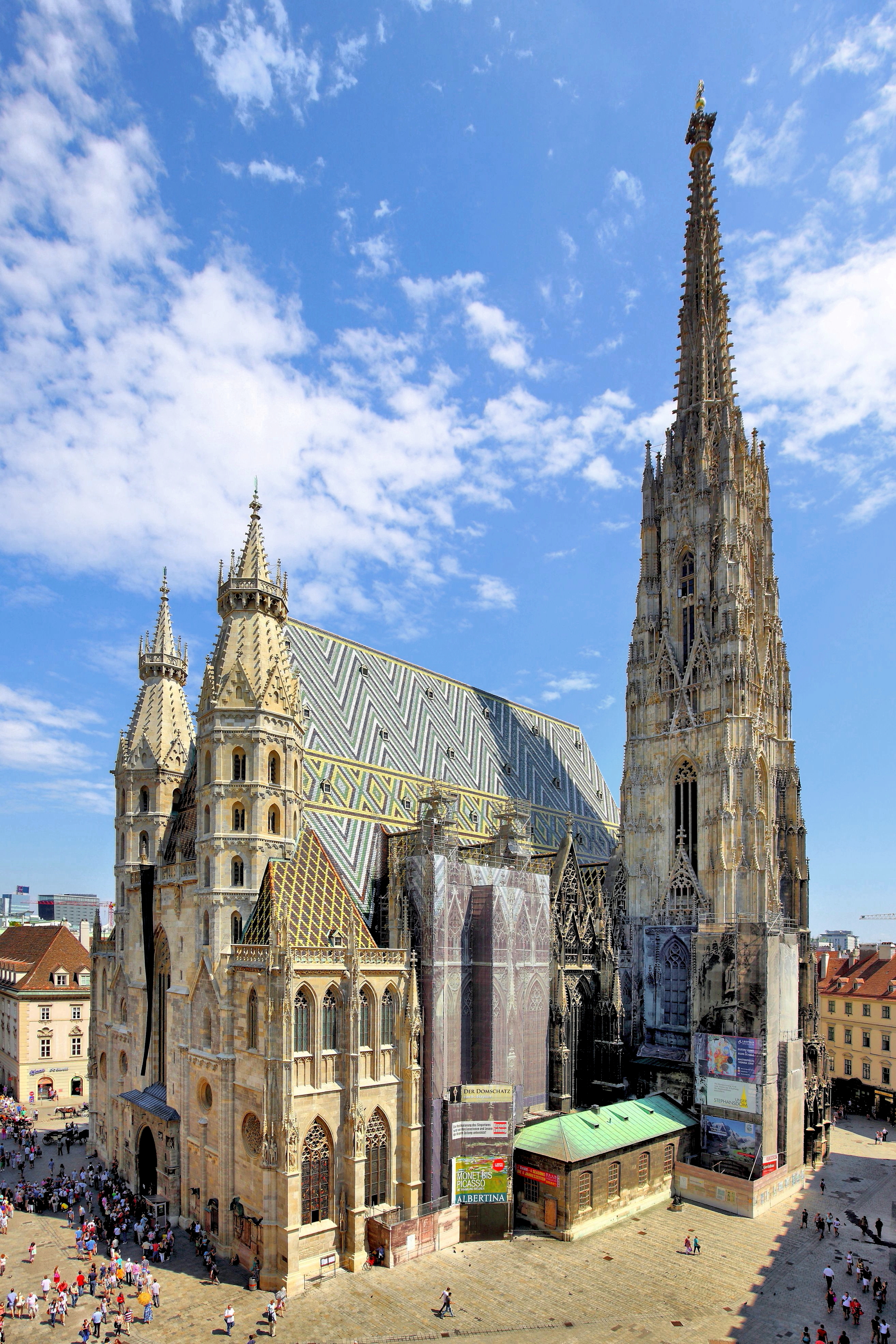
katedra św. Szczepana
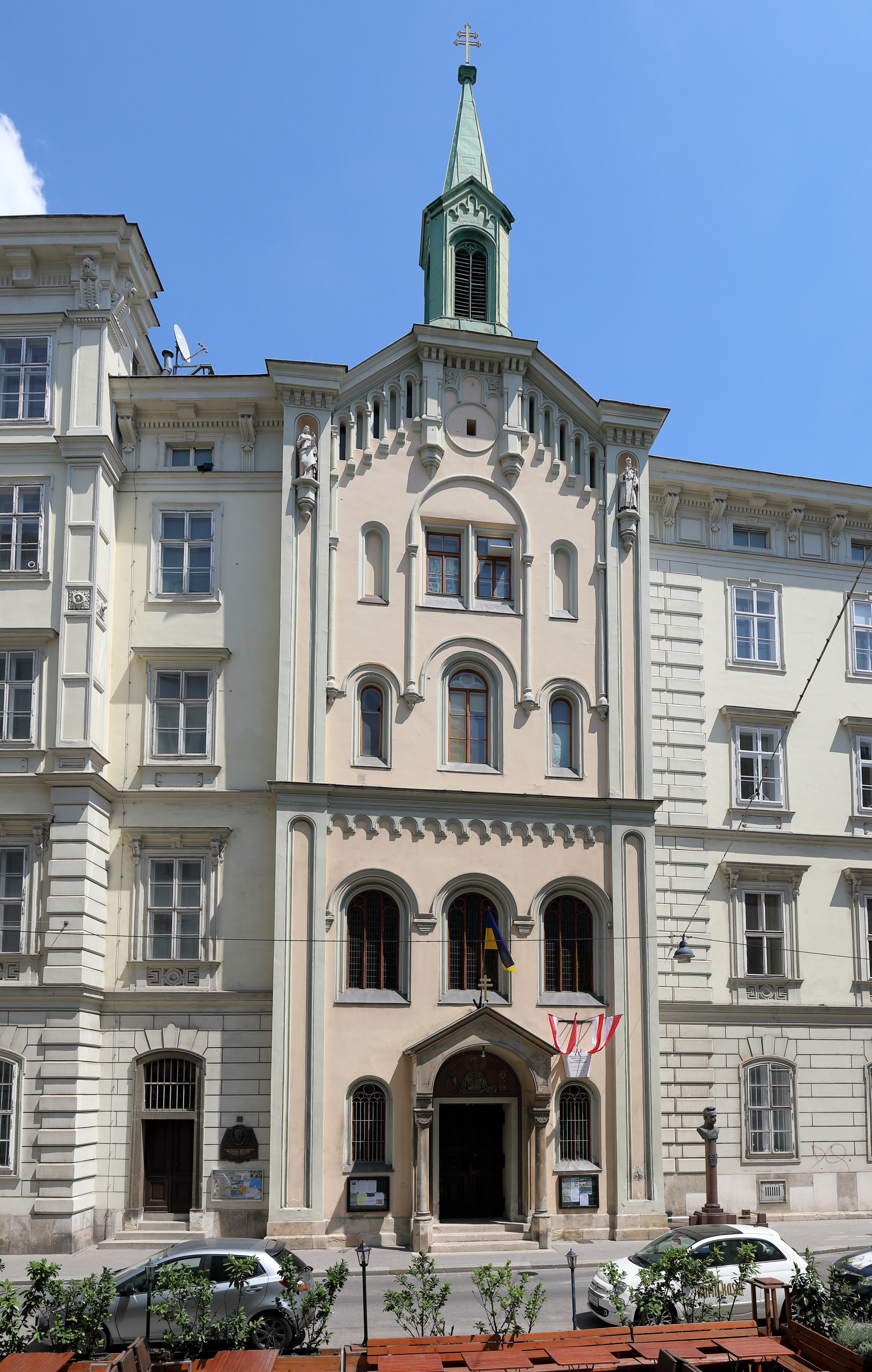
kościół św. Barbary
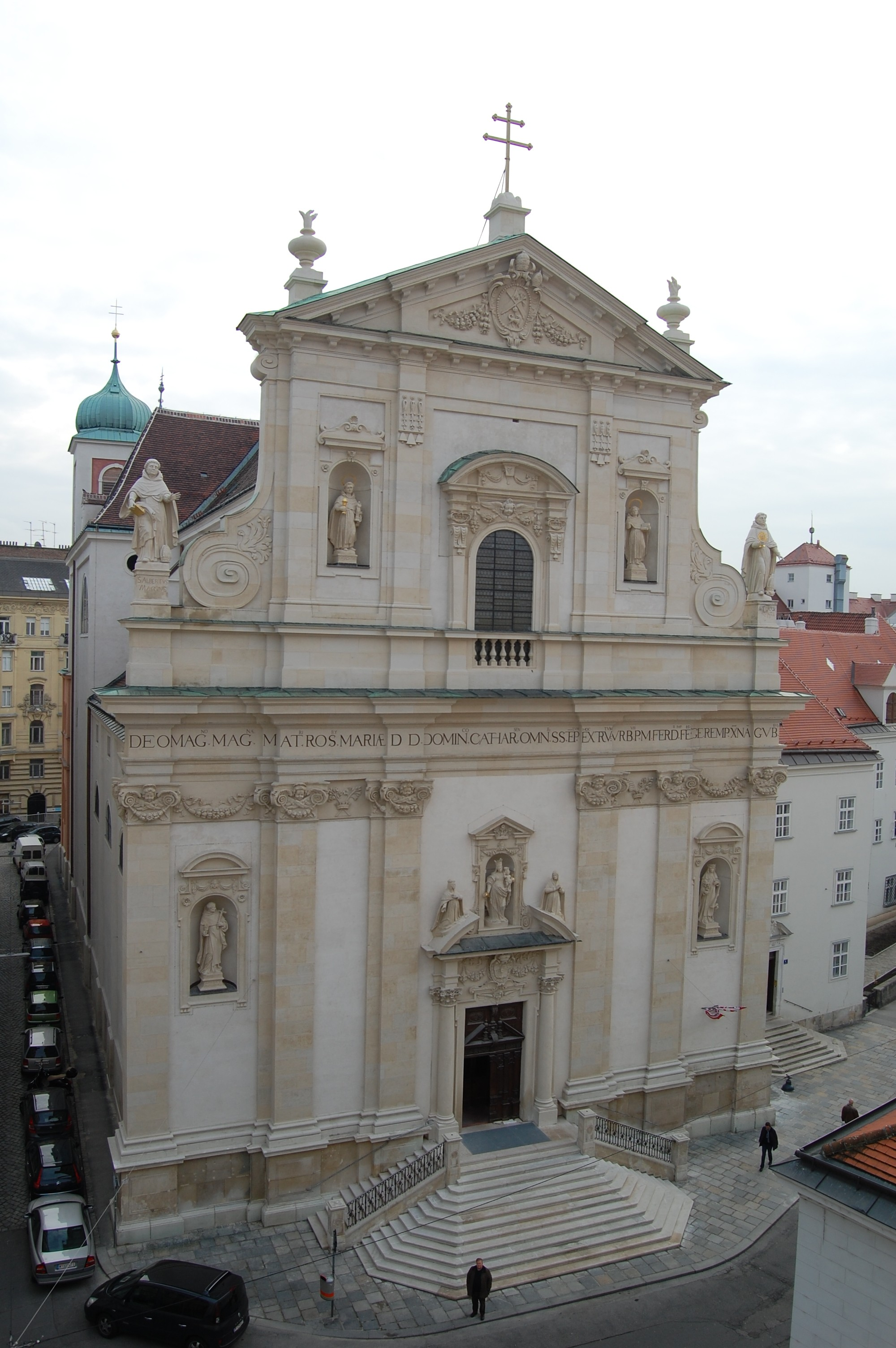
bazylika Marii Rotundy
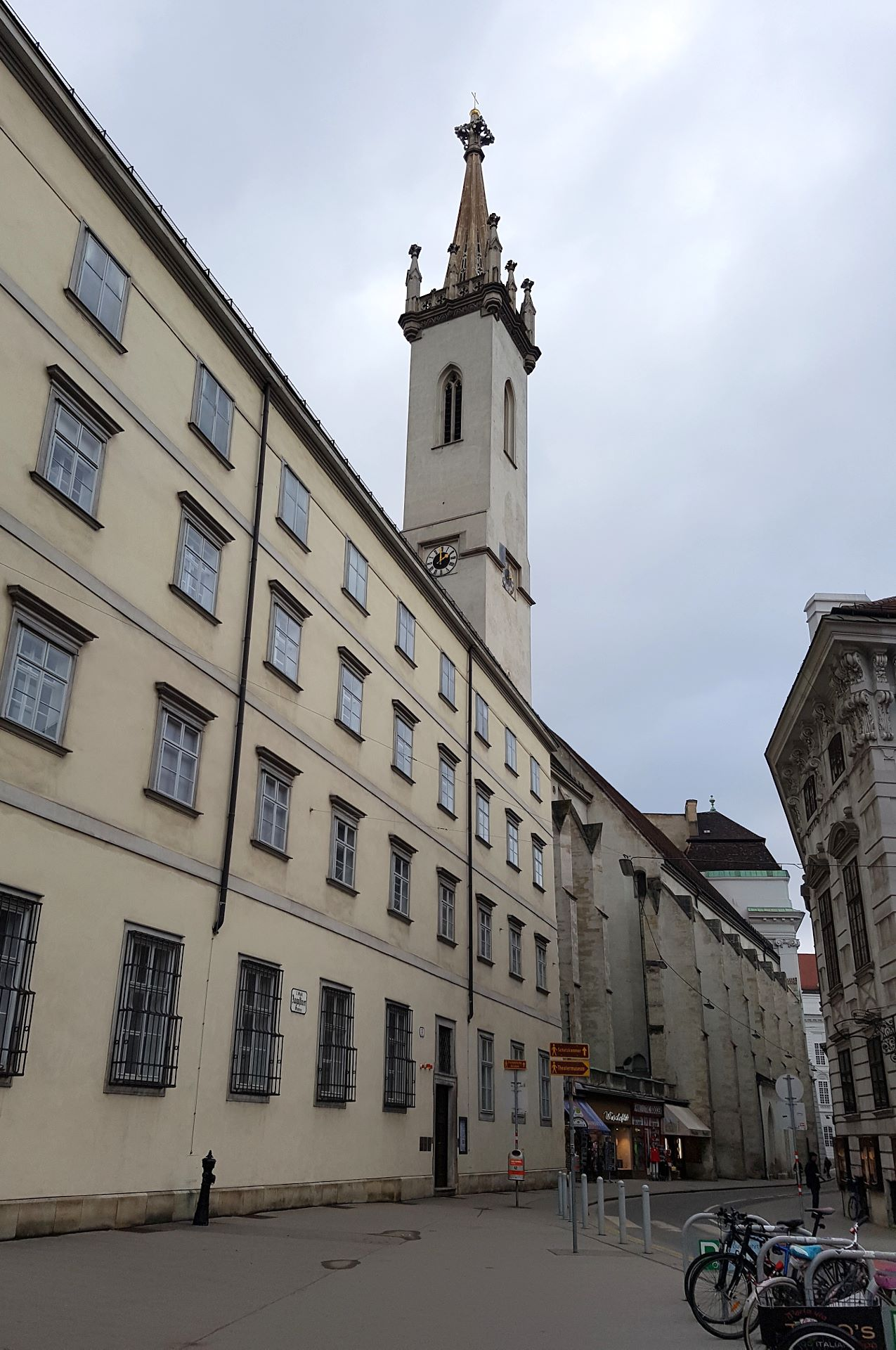
kościół św. Augustyna
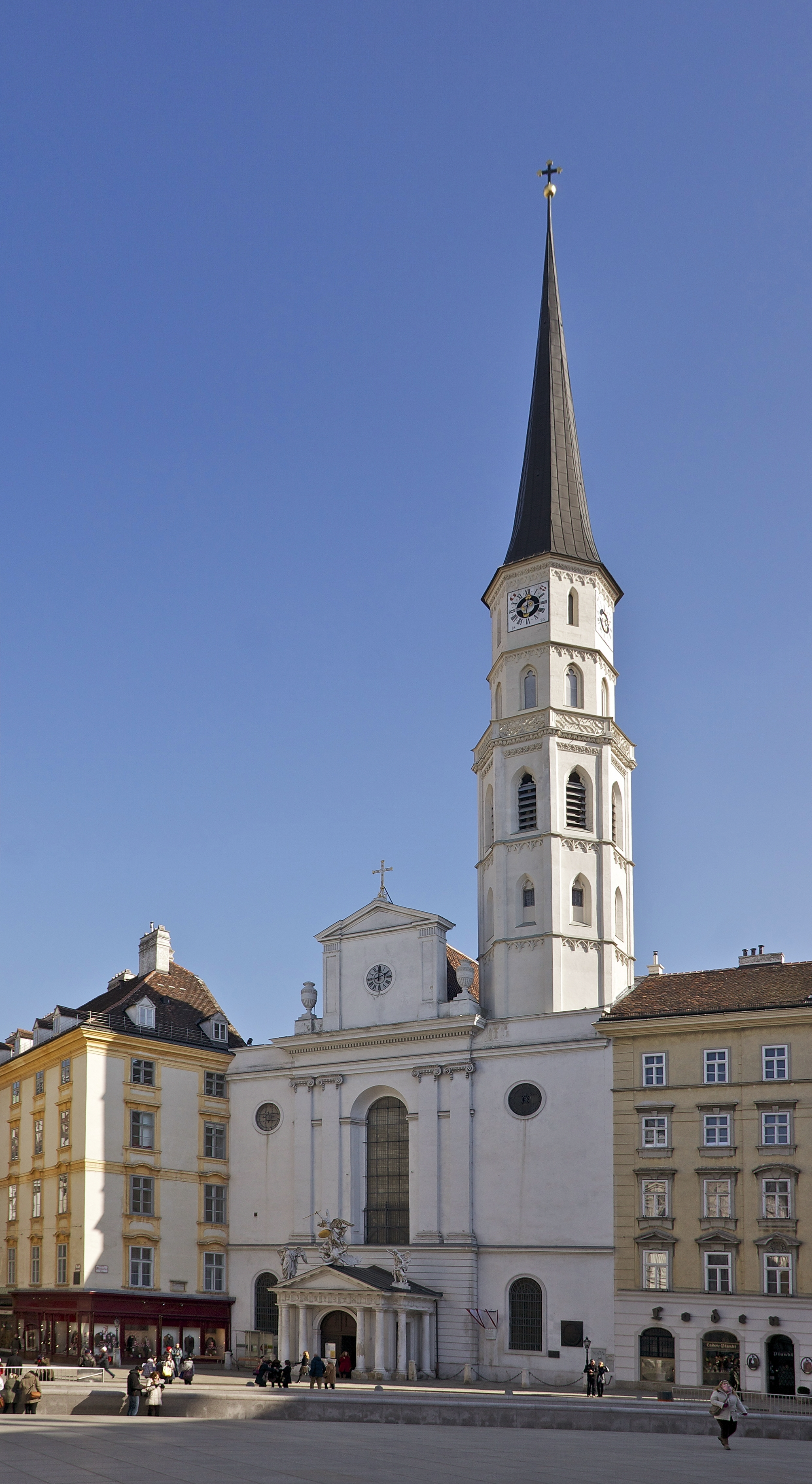
kościół św. Michała Archanioła
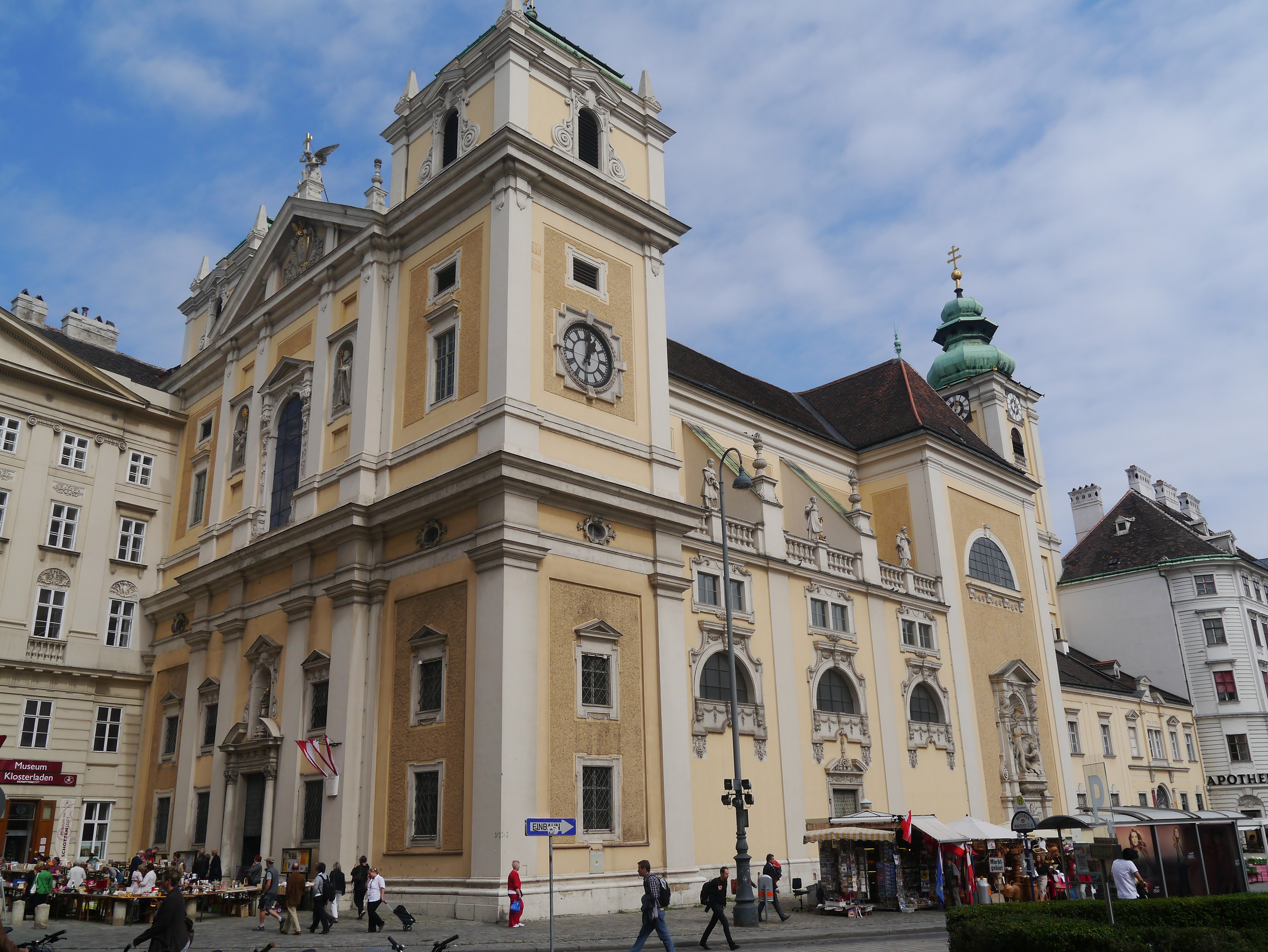
bazylika Najświętszej Marii Panny od Szkotów